# Onthophagus teitanicus
Onthophagus teitanicus är en skalbaggsart som beskrevs av D'orbigny 1902. Onthophagus teitanicus ingår i släktet Onthophagus och familjen bladhorningar. Inga underarter finns listade i Catalogue of Life.